# جيك ليمان
جيك ليمان (بالإنجليزية: Jake Lehmann)‏ (8 يوليو 1992 بملبورن في أستراليا - ) هو لاعب كريكت أسترالي. لعب مع فريق جنوب أستراليا للكريكت ‏ ونادي مقاطعة يوركشاير للكريكت ‏ وAdelaide Strikers ‏.

## وصلات خارجية
- جيك ليمان على موقع إي آس بي آن كريك إنفو (الإنجليزية)